# Boskie prawo królów
Boskie prawo królów – koncepcja filozoficzno-polityczna uzasadniająca absolutną władzę monarchów jej boską genezą głoszona w Europie Zachodniej od XVII w. do XVIII w., w Rosji od XVI w. do początków XX wieku.
Koncepcja boskiego prawa królów stała w opozycji do koncepcji suwerenności ludu, zgodnie z którą władza wywodzi się od ludu.
Przedstawicielem tej koncepcji w Anglii był Robert Filmer, autor traktatu „Patriarcha” (1680). Jego argumentacja odnosi się do historii biblijnej postrzeganej tu jako uniwersalna prahistoria ludzkości. Władza królów pochodzi zdaniem Filmera z namaszczenia bożego, gdyż Stwórca miał dać Adamowi prawo do władania całym stworzeniem z uwzględnieniem własnej rodziny (a zatem całej ludzkości).
Adam jako pierwszy ojciec sprawował niepodzielną władzę nad światem (z boskiego nadania) i nad swoim potomstwem. Władza państwowa zaś wywodzi się z władzy ojcowskiej. Zatem monarcha spełnia wobec swojego ludu rolę ojca wobec rodziny, jego pozycje uzasadnia namaszczony przez Boga model rodziny. Powyższa wnioskowanie ma charakter genetyczny: Filmer nie twierdzi, że władza monarchów opiera się „bezpośrednio” na boskim nadaniu, lecz że wywodzi się z uświęconego przez Boga porządku. Biblia była traktowana tam jako uniwersalna historia ludzkości w wymiarze ontologicznym, a nie alegorycznym. Pismo Święte odczytywane w kategoriach świeckich funkcjonowało jako swoisty „mit początku”: służyło do legalizacji (uzasadnienia) aktualnego stanu rzeczy.
Takiemu instrumentalnemu wykorzystaniu autorytetu Biblii dla uzasadnienia wątpliwych twierdzeń przeciwstawia się z całą stanowczością John Locke w „Dwóch traktatach o rządzie” (1690), w których prezentuje krytyczną i polemiczną analizę poglądów Filmera.